# Ožogina
L'Ožogina (in russo Ожогина?) è un fiume della Russia siberiana orientale (Repubblica Autonoma della Jacuzia-Sacha); è uno dei principali affluenti di sinistra della Kolyma.
Nasce dalla confluenza dei due rami sorgentiferi Sulakkan e Del'kju le cui sorgenti si trovano sulle pendici settentrionali dei monti della Moma e fluisce con direzione mediamente orientale per 523 km prima di sfociare nel medio corso della Kolyma; i principali affluenti che riceve nel suo corso sono il Čëčëljugjun da destra e la Choska da sinistra.
Analogamente a tutti i fiumi della zona, soffre di periodi di gelo lunghissimi (ottobre-maggio) e di vastissime estensioni di suolo permanentemente gelato in profondità (permafrost); questa rigidità climatica è anche all'origine dell'esiguo popolamento del suo bacino.